# Готфрид VII (Цигенхайн)
Готфрид VII фон Цигенхайн (на немски: Gottfried VII von Ziegenhain; † октомври или 8 ноември 1372) от графската фамилия Цигенхайн, е от 1359 до 1372 г. граф на Цигенхайн и Нида.

## Произход
Той е първият син на Йохан I фон Цигенхайн († 1359), граф на Цигенхайн (1304 – 1359) и на Нида (1333 – 1359), и първата му съпруга му Лукардис фон Цигенхайн-Нида, единствено дете и наследничка на граф Енгелберт I фон Цигенхайн-Нида († 1329) и Хайлвиг фон Изенбург-Бюдинген († 1336). Брат е на граф Енгелберт II фон Цигенхайн († 1342), женен за Изенгард фон Епенщайн (* ок. 1338), и на Аделхайд фон Цигенхайн († 1388), омъжена за граф Хайнрих фон Труендинген (ок. 1320 – 1380).

## Фамилия
Готфрид VII се жени пр. 27 март 1349 г. за Агнес фон Фалкенщайн (* ок. 1314; † сл. 1376), дъщеря на Филип IV фон Фалкенщайн († сл. 1328) и третата му съпруга Йохана фон Сарверден († сл. 1347). Те имат децата:
- Готфрид VIII (* сл. 1350; † пр. 24 септември 1394), от 1372 г. граф на Цигенхайн и Нида, женен на 3 август 1371 г. за принцеса Агнес фон Брауншвайг-Гьотинген († сл. 13 септември 1416)
- Изенгард фон Цигенхайн († 1361), омъжена 1356 г. за Еберхард I господар на Епенщайн († 1391)
- Агнес фон Цигенхайн († 1374), омъжена пр. 28 октомври 1370 г. за граф Крафт IV фон Хоенлое-Вайкерсхайм (1351 – 1399)[4]